# Ульза (водохранилище)
У́льза (алб. Liqeni i Ulzës) — водохранилище (озеро) в Албании, на реке Мати, у национальной дороги Буррели — Тирана, у восточных склонов хребта Скандербег. Высота над уровнем моря — 128 м. Объём — 240 млн м³.
Плотина построена у города Ульза, в 40 км к северу от Тираны.

## ГЭС Ульза
ГЭС Ульза является верхней в каскаде на реке Мати.

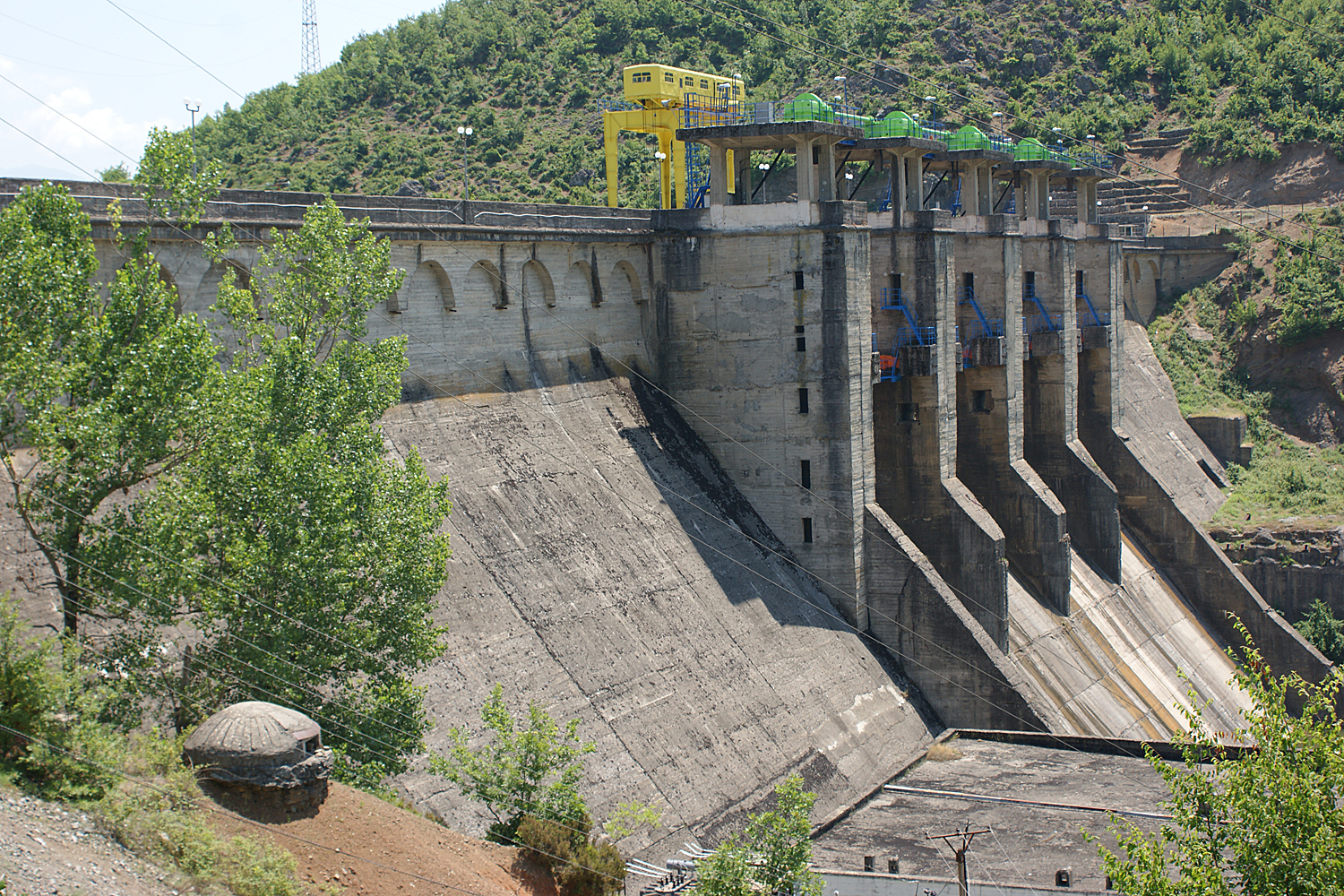
Плотина ГЭС Ульза

С сооружением ГЭС имени В. И. Ленина (ныне ГЭС Лянабрегаси) установленной мощностью 5 МВт, первой построенной в Албании после Второй мировой войны, Тирана стала получать в 10 раз больше электроэнергии. Однако быстрорастущие промышленность и коммунальное хозяйство столичного района потребовали дальнейшего расширения энергетической базы. С этой целью начато строительство мощной ГЭС на реке Мати. Называлась до падения коммунизма в Албании ГЭС им К. Маркса (Hidrocentrali Karl Marks). Является второй ГЭС, построенной в Албании после Второй мировой войны. Строительство начато югославскими специалистами, а завершёно советскими специалистами из «Гидроэнергопроекта». Строительство начато в январе 1952 года. В 1953 году начато сооружение плотины. Работы по возведению плотины и монтажу оборудования ГЭС были почти полностью механизированы. В районе строительства плотины в течение 1955 года вынуто 55 тыс. м³ грунта и уложено 25 тыс. м³ бетона. В 1956 году было уложено в 4 раза больше бетона, чем в 1955 году, а река Мати была перекрыта и направлена по новому руслу. Сооружение гидроэлектростанции закончено в 1957 году. Официально введена в строй 11 января 1958 года, на момент ввода — самая крупная ГЭС в стране. 
Бетонная водосливная плотина высотой 68 м, длина по гребню — 260 м. В отличие от других гидросооружений, построенных позднее в Албании, особенностью ГЭС Ульза является здание ГЭС, встроенное в тело плотины, объём которой составляет 0,26 млн м³. Перелив потока — через 4 водослива.
Проектная мощность ГЭС — 20 МВт. Установлены 4 агрегата. Установленная мощность — 25,6 МВт. Годовая выработка электроэнергии — 120 млн кВт⋅ч. Производство электроэнергии в Албании с 1938 по 1959 год выросло с 9,3 млн до 177 млн кВт⋅ч.
Построена линия электропередачи (ЛЭП) Ульза — Селеница протяжённостью 270 км. С вводом её в Албании создано первое высоковольтное кольцо и единая энергетическая система.
Ниже расположена ГЭС Шкопети (бывшая ГЭС им Ф. Энгельса) установленной мощностью 24 МВт. Является третьей ГЭС, построенной в Албании после Второй мировой войны.
В 2005—2008 годах ГЭС Ульза и ГЭС Шкопети прошли реконструкцию.
В 2012 году правительство начало процедуру приватизации электростанций. Покупателем стала в 2013 году компания Kürüm International, основанная в 1998 году турецкой сталепрокатной компанией Kürüm Demir. Компании принадлежит металлургический завод в Эльбасане. Компания является одним из крупнейших потребителей электроэнергии в стране, на её долю приходится около 7 % от потребления в стране.
ГЭС имени К. Маркса на реке Мати попала в фильм И. Копалина «Албания, цвети!» (1959).